# NGC 7006
Az NGC 7006 (más néven Caldwell 42) egy gömbhalmaz a Delfin csillagképben.

## Felfedezése
Az NGC 7006 gömbhalmazt William Herschel fedezte fel 1784. augusztus 21-én.

## Megfigyelési lehetőség
Nagy kihívás megtalálni az égen, de egy kis szerencsével egy 10 cm-es távcsővel 100-szoros nagyítás mellett megtalálható.